# Tropico 2: Die Pirateninsel
Tropico 2: Die Pirateninsel ist der zweite Teil einer mittlerweile sechsteiligen Computerspiel-Reihe mit Namen Tropico aus dem Wirtschaftssimulationsgenre, die auf einer fiktiven Karibikinsel gleichen Namens spielt. Im Gegensatz zu den anderen Versionen der Reihe übernimmt der Spieler im zweiten Teil das Kommando über einen Piratenstützpunkt in der Karibik.

## Spielablauf
Der Spieler übernimmt die Leitung der Insel „Tropico“ als mächtiger Piratenkönig.
In diesem Teil der Serie ist es Aufgabe als Freibeuter Schiffe anderer Nationen auszurauben und Gefangene zu nehmen.
Auf der eigenen Insel gibt es zwei Bevölkerungsgruppen, Piraten und Gefangene, die auf der Insel leben. Aufgrund der unterschiedlichen Bedürfnisse und Wünsche – Piraten mögen Anarchie, Gefangene lieber Ordnung – ist es schwer, die beiden auf der Insel zu platzieren, da die Piraten die Gefangenen als Arbeitskräfte benötigen (zum Beispiel in Bars oder zur Kanonenproduktion), aber sich die Gefangenen auch versorgen müssen.
Somit hat man die Aufgabe, Piraten und Gefangene in Einklang auf der Insel zu bringen und auch verhindern, dass die Gefangenen von der Insel fliehen, wenn sie nicht genug Furcht vor den Piraten haben.
Das Spiel wurde um eine strategische Karte der Karibik erweitert, auf der der Spieler seinen Piratenkapitänen Zielorte für verschiedene Aufträge vorgibt.

## Entwicklungsgeschichte
Entwicklungsstudio des ersten Teils der Serie, Tropico, war die Take-Two-Tochter PopTop Software. Nach dem Erfolg von Tropico begannen bei Take Two die Planungen für einen Folgetitel. Da PopTop bereits an der Tropico-Erweiterung Paradise Island arbeitete und keine Kapazitäten für die Entwicklung hatte, stellte PopTop-Geschäftsführer Phil Steinmeyer eine Verbindung zum unabhängigen Entwicklungsstudio Frog City Software her, das die Entwicklung von Tropico 2 übernahm und anschließend von Take Two aufgekauft wurde.
Für Tropico 2 gab es eine limitierte, weitaus teurere Special-Edition mit allerhand Postkarten, Mausunterlagen, Wallpapers und einer erfundenen Piratenschatzkarte. Später wurden von Kalypso im Rahmen der Promotion zu Tropico 3, Tropico 1 und 2 zusammen in einem Reloaded-Bundle auf DVD und Steam veröffentlicht.

## Rezeption
Die unbequeme Oberfläche sei vom Vorgänger einfach übernommen worden. Reizvoll sei, dass die Fraktionen auf der Insel stets neue Ansprüche stellen. Die Grafik hingegen sei wenig anspruchsvoll. Es sei spielerisch nicht komplett, da Seeschlachten nicht interaktiv ausgetragen werden können. Sie sei etwas strategischer als der Vorgänger. Der Humor sei gut gelungen. Auf Satire werde hingegen verzichtet. Es handele sich um ein solides Strategiespiel.